# مدينة السلام (سوريا)
مدينة السلام هي مدينة صغيرة وبلدية تتبع إدارياً لمحافظة القنيطرة في سورية، تقع مدينة السلام ما بين مدينة خان أرنبة ومدينة القنيطرة المحررة. بنيت في ثمانينيات القرن العشرين، تضم المدينة مجموعة من المؤسسات الحكومية منها دار الحكومة.